# Кромбек рудоголовий
Кромбек рудоголовий (Sylvietta ruficapilla) — вид горобцеподібних птахів родини Macrosphenidae.

## Поширення
Вид поширений в Південній Африці. Трапляється в Анголі, Республіці Конго, ДР Конго, Малаві, Мозамбіці, Танзанії, Замбії, Зімбабве та, можливо, Ботсвані. Живе у субтропічних або тропічних сухих лісах, а також субтропічних або тропічних сухих та вологих скребах.

## Опис
Дрібний птах, завдовжки до 12 см.

## Спосіб життя
Живиться комахами та іншими дрібними членистоногими. Розмножується в кінці сухого сезону, і на початку сезону дощів.

## Підвиди
- Sylvietta ruficapilla schoutedeni C.M.N. White, 1953 ;
- Sylvietta ruficapilla rufigenis Reichenow, 1887 ;
- Sylvietta ruficapilla chubbi Ogilvie-Grant, 1910 ;
- Sylvietta ruficapilla makayii C.M.N. White, 1953 ;
- Sylvietta ruficapilla ruficapilla Barboza du Bocage, 1877 ;
- Sylvietta ruficapilla gephyra C.M.N. White, 1953.